# Georg Krauskopf
Reinhard Georg Krauskopf (* 18. September 1789 in Gießen; † 29. November 1860 ebenda) war ein hessischer Jurist, liberaler Politiker und Abgeordneter der 2. Kammer der Landstände des Großherzogtums Hessen.
Georg Krauskopf war der Sohn des Constablers Carl Ludwig Krauskopf und dessen Ehefrau Maria Katharine, geborene Großmann. Krauskopf war evangelisch. Er heiratete Amalie, geborene Lang (* 1802).
Krauskopf studierte ab 1821 Rechtswissenschaften an der Universität Gießen und wurde dort anschließend Hofgerichtssekretariatsakzessit. 1825 wurde er Advokat und Prokurator am Hofgericht Gießen.
Von 1834 bis 1841 gehörte er der Zweiten Kammer der Landstände an. Er wurde für den Wahlbezirk der Stadt Alsfeld gewählt.